# Contarinia pentaphylloidifolia
Contarinia pentaphylloidifolia är en tvåvingeart som beskrevs av Fedotova 1990. Contarinia pentaphylloidifolia ingår i släktet Contarinia och familjen gallmyggor.
Artens utbredningsområde är Kazakstan. Inga underarter finns listade i Catalogue of Life.